# 蒂莫西·高爾斯
威廉·蒂莫西·高爾斯爵士，FRS（英語：Sir William Timothy Gowers，1963年11月20日—），英国数学家、作家，1998年菲尔兹奖得主。

## 教育背景
高尔斯早年受教于英格兰剑桥郡的國王學院，并在伊顿公学求学。他在伊顿公学学习期间表现优异，曾获得“國王學者”的称号。高尔斯于1990年在剑桥大学三一学院获得博士学位，博士论文题为“巴拿赫空间中的对称结构”（英语：Symmetric Structures in Banach Spaces）。他的博士导师是著名数学家貝拉·波羅巴斯。

## 研究经历
1991年至1995年，高尔斯在伦敦大学学院的数学系从事研究工作。1996年，高尔斯获得欧洲数学会奖。1998年，他获得数学界最高奖之一的菲尔兹奖。1999年，高尔斯当选为英国皇家学会院士。2011年，获得美国数学协会的欧拉图书奖。
高爾斯初時研究巴拿赫空間，运用组合数学的方法，證明了斯特凡·巴拿赫關於巴拿赫空間的若干猜想，同時構造了一個幾乎完全不具對稱性的巴拿赫空間，從而給出若干個猜想的反例。1992年，他與貝爾納·莫雷合作解決了「無條件基序列問題」（unconditional basic sequence problem），證明並非每個無窮維巴拿赫空間都有無窮維子空間具有無條件邵德爾基。
此後，高爾斯轉向研究組合和組合數論，於1997年證明了塞邁雷迪正則性引理的界必定是疊代冪次級的大數。
1998年，高爾斯給出塞邁雷迪定理的第一個有效的上界，證明了若子集{\displaystyle A\subset \{1,\dots ,N\}}無{\displaystyle k}項等差數列，則至多只有{\displaystyle O(N(\log \log N)^{-c_{k}})}個元素，其中常數{\displaystyle c_{k}>0}。證明的其中一步，用到一樣有很多其他應用的工具，現稱為鮑洛格－塞邁雷迪－高爾斯定理(Balog–Szemerédi–Gowers theorem） 。他亦在算術組合方面引入高爾斯一致性範數，並提供分析該範數的基本技巧。本·格林和陶哲軒進一步發展了該項工具，作為格林-陶定理的一步。
2003年，高爾斯確立了超圖的正則性引理，類似圖的塞邁雷迪正則性引理。
2005年，他引入了準隨機群（quasirandom group）的概念。
更近期，高爾斯與大衛·康倫一同研究隨機圖和隨機集上的拉姆齊理論，亦關注其他問題，例如P/NP問題。與莫漢·加內薩林格姆（Mohan Ganesalingam）合作，他進行了自動解題研究。

## 家庭
高尔斯出生于学术世家，他的父亲是作曲家派屈克·高爾斯。曾祖父是英国著名政府官员和作家欧内斯特·高尔斯爵士。先祖是研究帕金森氏症的先驱神经学家威廉·理察·高爾斯。

## 代表作
- 2002年首版：《牛津通识读本：数学》（Mathematics: A Very Short Introduction） （ISBN 0192853619）